# António Dias de Oliveira

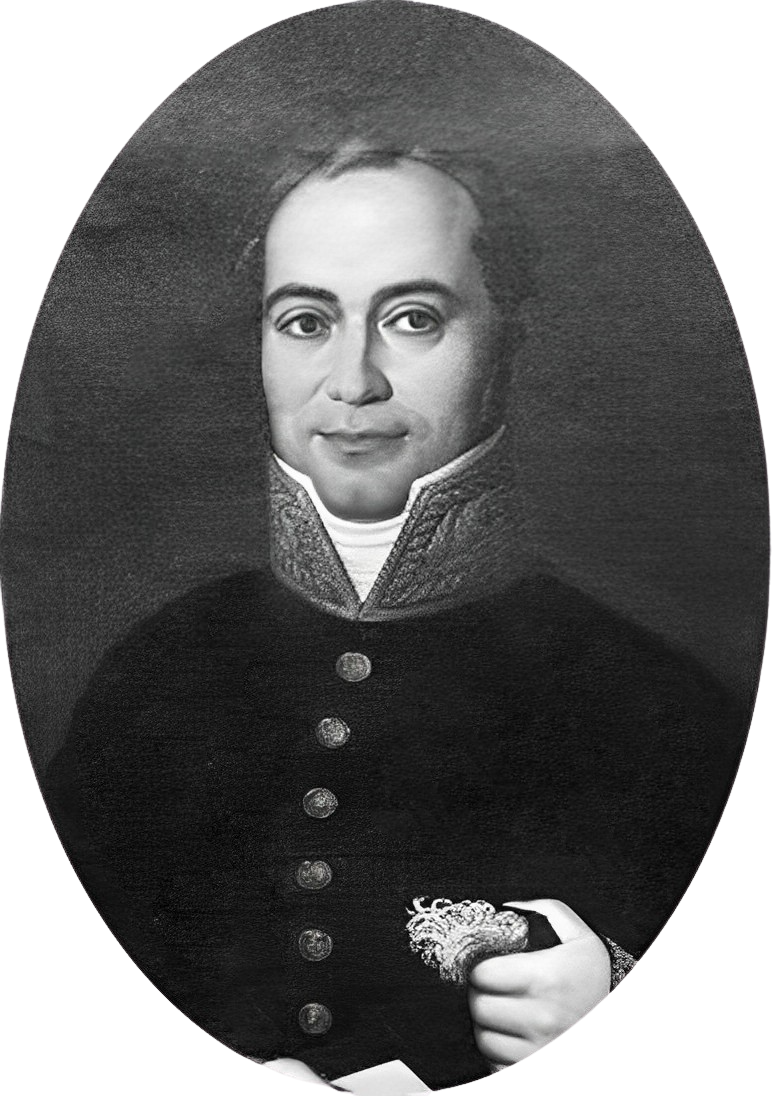
António Dias de Oliveira.

António Dias de Oliveira (Valongo, 20 juli 1804 - 1 april 1863) was een Portugees politicus ten tijde van de monarchie.

## Levensloop
Hij studeerde rechten aan de Universiteit van Coimbra, waarna hij magistraat werd.
Ten tijde van de setembristische machtsperiode was hij van 2 juni tot en met 10 augustus 1837 voor korte tijd premier van Portugal.
- Virtual International Authority File: 99302476